# MEPE
基质细胞外磷酸糖蛋白（英語：Matrix extracellular phosphoglycoprotein）是在人类中由MEPE基因编码的蛋白质，属于SIBLING蛋白。该蛋白质中存在保守的RGD基序，并且这可能涉及整合素识别。